# Monumento al Labrador
El monumento al Labrador en Logroño es una obra escultórica de Alejandro Rubio Dalmati inaugurada en 1967.

## Historia
El 20 de septiembre de 1967, Rubio Dalmati donó la obra a la ciudad de Logroño. El Ayuntamiento contribuyó con medio millón de pesetas. El 21 de septiembre el monumento fue inaugurado por el exministro Eduardo González Gallarza y el cónsul de Chile en España en las fechas de San Mateo. Fue una de las primeras esculturas españolas que se dedicaba a la figura del labrador. Un año antes el alcalde de la ciudad, Julio Pernas Heredia, le propuso al escultor realizar un monumento dedicado a Francisco Franco pero el artista se negó.

## Características
La obra está compuesta por la figura principal de bronce de un labrador de 2,8 metros de altura. Él lleva una boina, camisa remangada y una azada al hombro. Su cabeza, de proporción inferior a la de su cuerpo, está girada hacia la derecha. La figura del labrador se alza sobre un pedestal cúbico. Al dorso se elevan dos monolitos rectangulares, en donde la base presentan relieves que aluden a las estaciones del año.

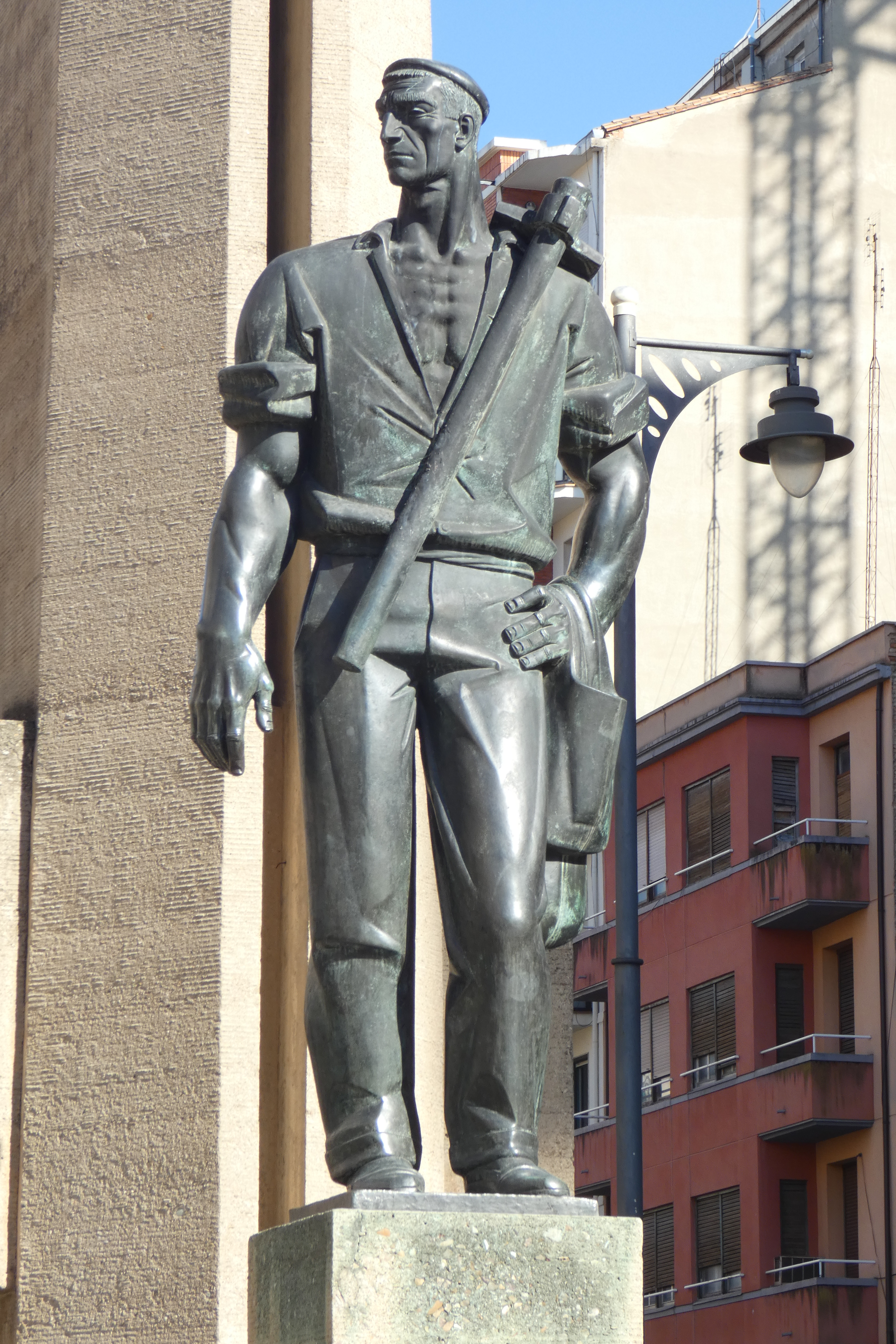
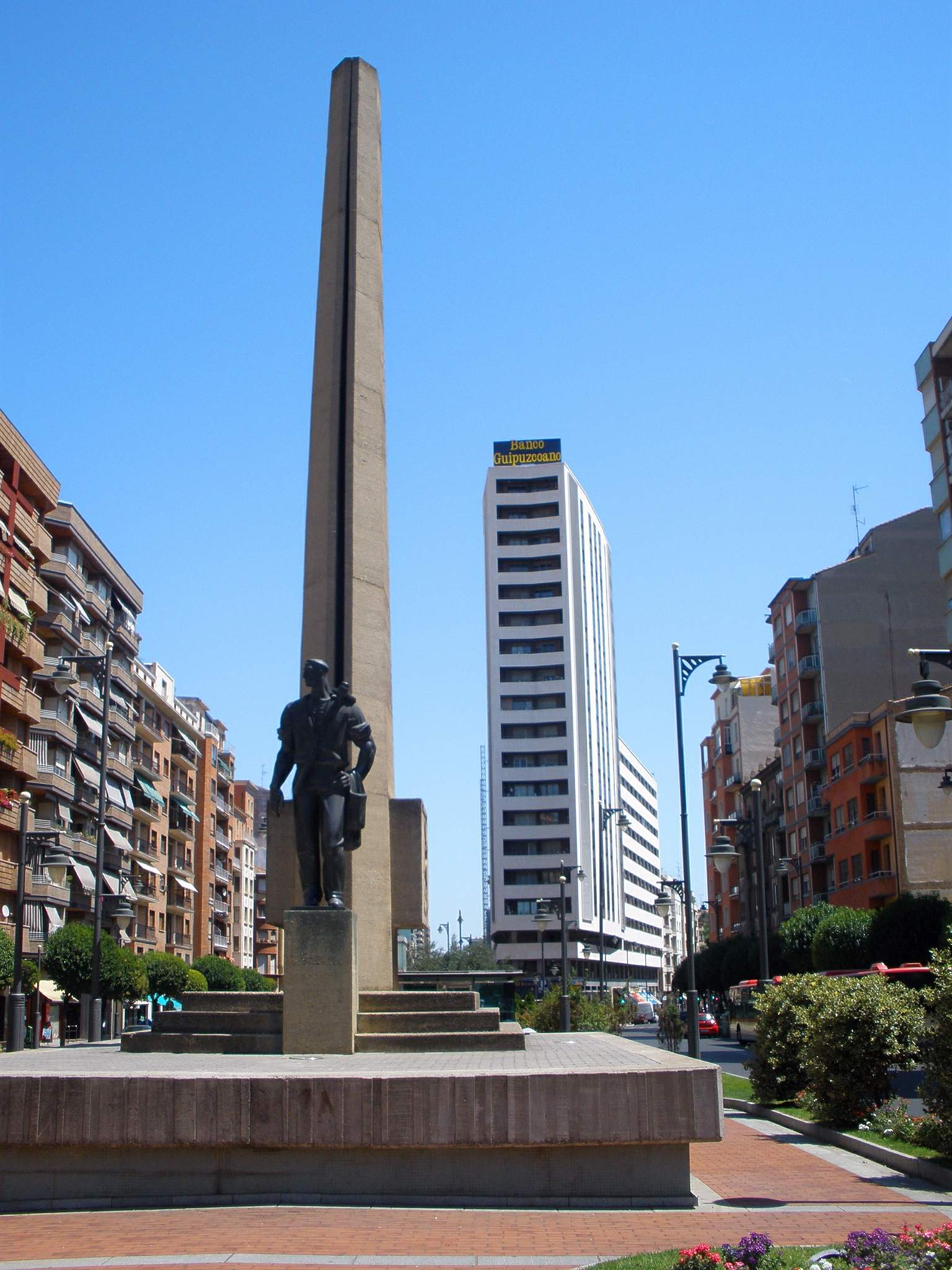